# Gabriella Brum
 (Berlino, 1962) è una modella tedesca, vincitrice del titolo Miss Mondo 1980, a cui rinunciò diciotto ore dopo.

## Biografia
La Brum dichiarò di aver rinunciato per via della pressione dei media e dei giornalisti, benché fossero circolate voci secondo le quali avrebbe posato nuda in una rivista. In seguito comunque Gabriella Brum posò effettivamente per Playboy e lavorò come modella a Los Angeles per alcuni anni.